# Строго сингулярный оператор
Ограниченный линейный оператор между нормированными пространствами называется строго сингулярным если его сужение на любое бесконечномерное подпространство не является изоморфизмом. То есть, оператор {\displaystyle T} в {\displaystyle L(X,Y)} — строго сингулярен если для любого бесконечномерного подпространства {\displaystyle M} в пространстве {\displaystyle X} и любого положительного вещественного числа {\displaystyle c} найдется вектор {\displaystyle x} в {\displaystyle M} такой что {\displaystyle \lVert Tx\rVert <c\lVert x\rVert }.
Любой компактный оператор является строго сингулярным. Для многих пространств верно и обратное. В частности, если {\displaystyle X=\ell _{p}} при {\displaystyle 1\leq p<+\infty } или {\displaystyle X=c_{0}}, то любой строго сингулярный оператор из {\displaystyle X} в {\displaystyle X} является компактным. Любой оператор из {\displaystyle \ell _{p}} в {\displaystyle \ell _{q}} является строго сингулярным если {\displaystyle 1\leq p<q<+\infty } и компактным если {\displaystyle 1\leq q<p<+\infty }. Произведение двух строго сингулярных операторов на {\displaystyle L_{p}[0,1]} при {\displaystyle 1\leq p<+\infty } или на C(K) является компактным оператором.
Спектр строго сингулярного оператора представляет собой конечное множество либо сходящуюся к нулю последовательность. Ненулевые точки спектра являются собственными значениями оператора.
Подобно компактным операторам, строго сингулярные операторы образуют операторный идеал в смысле А.Пича (A.Pietsch). То есть, при умножении строго сингулярного оператора на ограниченный оператор слева или справа вновь получается строго сингулярный оператор. При этом операторы могут действовать между разными пространствами.
Ч.Рид (C.Read) построил пример строго сингулярного оператора без инвариантных подпространств. Т.Гауэрс (T.Gowers) и Б.Море (B.Maurey) построили банаховы пространства в которых любой оператор записывается в виде {\displaystyle cI+S} , где {\displaystyle c} — скаляр, {\displaystyle I} — тождественный оператор, и {\displaystyle S} — строго сингулярный оператор.